# 克尼亞希尼諾克
50°47′49″N 25°16′4″E / 50.79694°N 25.26778°E
克尼亞希尼諾克（烏克蘭語：Княгининок），是烏克蘭西部沃倫州的村落，隸屬盧茨克區盧茨克市鎮，位於盧茨克市中心西北，始建於1964年，面積25.44平方公里，海拔高度195米，人口2,200，人口密度每平方公里888.52人。